# Becsky Róbert
Becsky Róbert (Budapest, 1939. január 3. –) magyar közgazdász, újságíró, egyetemi tanár.

## Életpályája
Szülei: Becsky Sándor és Reich Erzsébet volt. 1958-1962 között a Marx Károly Közgazdaságtudományi Egyetem hallgatója volt. 1962-1969 között az ELTE politikai gazdaságtani tanszékén oktatott. 1969-től a Közgazdasági Szemle rovatvezetője. 1973 óta a Gazdaság című folyóirat felelős szerkesztője. 1981-1987 között a Népszabadság közgazdasági oldalának szerkesztője volt. 1988-1995 között a Figyelő főmunkatársa és rovatszerkesztője volt. 1996 óta a Vezetéstudomány főszerkesztője és az Európai Tükör folyóirat szerkesztője.

## Magánélete
1964-ben házasságot kötött Marianovits Rózsával. Két gyermekük született: Judit (1967) és György (1971).

## Művei
- Magyar konfekcióipari export a Szovjetunióba; Konjunktúra- és Piackutató Intézet, Bp., 1976
- Esettanulmányok a vállalati exportszerkezet és a piaci igények kapcsolatáról; Konjunktúra- és Piackutató Intézet, Bp., 1978
- A termelési szerkezet fejlesztésének műszaki-gazdasági kritériumai; szerk. Varga György, Becsky Róbert; Kossuth, Bp., 1978
- Becsky Róbert–Inzelt Annamária: Miért rugalmasak? Nyolc gépipari szövetkezet esete; Konjunktúra- és Piackutató Intézet, Bp., 1981
- A külső és a belső szervezeti feltételek változásának hatása a vállalati gazdálkodásra. Esettanulmány a Taurusról; MTA Közgazdtudományi Intézet, Bp., 1985 (Tanulmányok a gazdaság irányításáról és szervezetéről)
- Az európai alkotmány szerződés előzményei és várható hatásai; szerk. Becsky Róbert; Euration Alapítvány–Hanns Seidel Alapítvány, Bp., 2004